# Oxyuridae
Oxyuridae is een familie van parasitaire rondwormen (Nematoden) die voorkomen in de darmen van een groot aantal soorten gewervelde dieren. De taxonomie is sterk onderhevig aan veranderingen. De lijst met geslachten is ontleend aan de Taxonomybrowser. De indeling van deze familie bij de orde Ascaridida is ontleend aan de Catalogue of Life.

## Geslachten en soorten
- Geslacht Enterobius
  - Enterobius anthropopitheci (chimpansee aarsmade)
  - Enterobius macaci
  - Enterobius vermicularis (aarsmade)
- Geslacht Lemuricola
  - Lemuricola bauchoti
  - Lemuricola sp. 'Eulemur 1'
- Geslacht Oxyuris
  - Oxyuris equi
- Geslacht Passalurus
  - Passalurus ambiguus
  - Passalurus sp. SAN-2007
- Geslacht Pongobius
  - Pongobius hugoti
- Geslacht Protozoophaga
  - Protozoophaga obesa
- Geslacht Skrjabinema
  - Skrjabinema sp. Iwate-01
  - Skrjabinema sp. SAN-2007
- Geslacht Syphacia
  - Syphacia agraria
  - Syphacia emileromani
  - Syphacia frederici
  - Syphacia montana
  - Syphacia muris
  - Syphacia obvelata
  - Syphacia ohtaorum
  - Syphacia petrusewiczi
  - Syphacia vandenbrueli
- Geslacht Trypanoxyuris
  - Trypanoxyuris atelis
  - Trypanoxyuris microon
  - Trypanoxyuris sciuri
- Geslacht Wellcomia
  - Wellcomia siamensis
  - Wellcomia sp. SAN-2007